# Conferencia Económica de Londres
La Conferencia Económica de Londres fue una reunión a la que asistieron representantes de sesenta y seis naciones y duró desde el 12 de junio al 27 de julio de 1933. Se desarrolló en el Museo Geológico de Londres, y sus objetivos fueron: combatir la depresión global, reactivar el comercio internacional y estabilizar las monedas internacionales. Sin embargo, mientras estaba de vacaciones en su velero en el Pacífico, el presidente de los Estados Unidos Franklin D. Roosevelt mandó un mensaje por radio a Londres condenando la conferencia por intentar estabilizar la moneda, e indirectamente declaró que los Estados Unidos no participarían en las negociaciones internacionales con los demás países.

## Antecedentes
Al desplomarse la economía mundial con el advenimiento de la Gran Depresión, fueron muchos los que supusieron que los Estados Unidos asumirían la dirección de los esfuerzos internacionales para resolver la crisis. El presidente estadounidense Herbert Hoover convocó una conferencia en 1931 para organizar la reducción de aranceles y decidir los métodos para tratar de aumentar los precios, con el objetivo de solucionar la deflación que había causado la Gran Depresión. El orden del día de la Conferencia la redactaron los representantes de las seis potencias, que se reunieron para ello en Ginebra en 1932. El documento pactado en Suiza indicaba que las deudas intergubernamentales suponían un grave obstáculo para la recuperación económica, y como tal debía darse una solución a este problema.
Los europeos creían que «la condonación debía aliviar al mundo» de la enorme carga de las deudas internacionales, pero el principal acreedor eran los Estados Unidos, renuentes a perdonarlas. Expertos norteamericanos como el senador Borah sostenían que «los problemas del mundo eran debidos a la guerra, a la contumacia de Europa en mantener grandes ejércitos, y a la mala administración del dinero«; por lo tanto, no estaba dispuesto a aplazar, reducir o cancelar el pago de las deudas «y dejar que Europa continúe con un programa que ha puesto al mundo en su apurada condición económica actual».

## Acciones contrarias
La esperanza de que los Estados Unidos continuarían empleando el patrón oro se desvaneció pronto cuando el presidente Roosevelt promulgó, el día después de asumir el cargo en 1933, la Ley de Alivio para la Emergencia Bancaria y prohibió la exportación de oro, retirando formalmente a los Estados Unidos del patrón oro. Posteriormente, en mayo, aprobó la Enmienda de Thomas, una ley que «requería que el presidente aplicara una política inflacionista inflación mediante la emisión de papel moneda».
La declaración de Roosevelt durante su discurso de toma de posesión de 1933 («No escatimaré esfuerzos para restablecer el comercio mundial mediante un reajuste económico internacional, pero la emergencia en los Estados Unidos no puede esperar a que ello se produzca») fue una señal clara a los participantes de la Conferencia de que estaba dispuesto a rechazar los planes extranjeros para reanimar la economía internacional.
Cordell Hull, el secretario de Estado de Roosevelt, presidió la delegación estadounidense que concurrió a la Conferencia. Inicialmente Roosevelt había dado instrucciones a Hull para que no participara en discusiones relativas a la estabilización de la moneda. Sin embargo, cuando la Conferencia dio comienzo, Roosevelt había cambiado de idea, deseaba manipular la moneda para aumentar los precios, y ordenó que los expertos bancarios estadounidenses Oliver Sprague y James Warburg entablaran negociaciones sobre la estabilización de la moneda con sus homólogos británicos y franceses.

## Rechazo de Roosevelt
El 12 de junio de 1933 se inauguró la Conferencia, y paradójicamente toda la atención quedó centrada en las discusiones tripartitas sobre moneda que estaban teniendo lugar fuera de la Conferencia. El asunto central de estas conversaciones era la cotización del dólar estadounidense respecto de otras divisas como la libra esterlina británica o el franco francés. Mientras que abundaban los estadounidenses que preferían devaluar su moneda para fomentar las exportaciones, Francia y el Reino Unido deseaban que se mantuviese a un valor alto. Para el 15 de junio, los delegados extraoficiales estadounidenses junto con Montagu Norman del Banco de Inglaterra y Clement Moret del Banco de Francia habían redactado un plan para conseguir una estabilización temporaria.
A pesar de los intentos para preservar el secreto, la noticia sobre este plan se filtró antes de que se pudiera hacer un anuncio oficial y la reacción fue negativa en los Estados Unidos porque los mercados de valores y de materia primas bajaron y el valor del dólar aumentó.
Aunque Roosevelt estaba sopesando modificar nuevamente su posición y aceptar una nueva tasa de cambio dólar-libra en un valor medio, finalmente decidió no contraer ninguna obligación.
El 17 de junio, ante el temor de que los británicos y los franceses buscarían el control de sus propios tipos de cambio, Roosevelt rechazó el acuerdo que habían negociado sus enviados con sus homólogos británicos y franceses a pesar de las explicaciones que le dieron sus negociadores en el sentido de que el plan sólo era un aparato temporario lleno de cláusulas de escape.
El rechazo por parte de Roosevelt del acuerdo desató una abrumadora respuesta negativa de parte de los británicos, los franceses y los internacionalistas de los Estados Unidos. El primer ministro británico Ramsay MacDonald temía que «las acciones de Roosevelt desbaratarían la Conferencia», y se afirma que Georges Bonnet, relator de la Comisión Monetaria Francesa, «estalló de indignación».
Los críticos consideran que el nacionalismo fue un factor clave en la decisión de Roosevelt de rechazar el acuerdo y causar indirectamente el fracaso de la Conferencia. Por el contrario, John Maynard Keynes celebró la decisión del presidente estadounidense y la calificó de «correctísima» y Irving Fisher escribió a Roosevelt para comunicarle que su decisión «le había hecho el hombre más feliz del mundo».